# ستيفن جي. كابلان
ستيفن جي. كابلان (بالإنجليزية: Steven G. Kaplan)‏ هو منتج أفلام ومنتج تلفزيوني أمريكي، ولد في 23 فبراير 1962 في سان مارينو في الولايات المتحدة.

## وصلات خارجية
- الموقع الرسمي
- ستيفن جي. كابلان على موقع IMDb (الإنجليزية)